# Lac Paralímni
Le lac Paralímni (en grec moderne : λίμνη Παραλίμνη) est un lac naturel de Grèce, situé en Grèce-Centrale en Béotie.